# Crawford Barton
Crawford Barton, fotógrafo del ambiente gay estadounidense, nacido el 2 de junio de 1943 en el estado de Georgia y fallecido el 11 de junio de 1993 debido a complicaciones derivadas del VIH. Su trabajo es conocido por documentar el auge de la apertura de la cultura LGBT en San Francisco durante las décadas de 1960 y 1970.
Nació y creció en una comunidad rural fundamentalista de Georgia. Era un chico introvertido y tímido. Su interés artístico y animadversión al deporte le separó de su padre, un granjero luchador. Escapó de las tensiones familiares, creando un mundo de su propia imaginación, que finalmente lo llevó a recibir una pequeña beca para estudiar arte en la Universidad de Georgia.
Fue allí donde Barton se enamoró de un hombre por primera vez. Al no ver correspondidos sus sentimientos, después del semestre, abandonó y regresó a la granja.
Un par de años más tarde, a la edad de 21 años, se matriculó en la escuela de arte de Atlanta. Allí hizo nuevos amigos y en los bares y clubes gays de la ciudad, encontró el cauce de salida para su reprimida energía sexual. Durante esa época fue cuando Barton recibió como regalo una cámara de 35mm. y aprendió técnicas básicas de revelado en cuarto oscuro. Encontró su verdadera vocación en la vida: la fotografía. 
Barton se mudó a California a finales de la década de 1960 con el fin de encontrar la inspiración de su arte y vivir su vida como un hombre abiertamente homosexual. Durante los primeros años de la década de 1970, se estableció como el fotógrafo principal del "despertar de la edad de oro gay" de San Francisco. De éste extraordinario "despertar" fue tanto partícipe, como cronista.
Muchas de sus imágenes, ducumentan "melenudos" bailando en las calles; amoríos en el parque; travestis en el Castro; lesbianas en moto y hombres vestidos de cuero merodeando por la noche, imágenes que se convirtieron en iconos clásicos del mundo homosexual. Captó imágenes de algunos de los primeros desfiles y manifestaciones del Orgullo Gay; de Harvey Milk en campaña en San Francisco, de celebridades como el poeta Lawrence Ferlinghetti, y de los actores Sal Mineo y Paul Winfield.
Pero fue su círculo de amigos y conocidos más íntimo el que le inspiró su fotografía erótica, sobre todo su amante "Larry Lara". Crawford describe a Larry como el "modelo perfecto, tan loca y maravillosa y espontánea y libre como Jack Kerouac, nunca me aburro ni me canso de mirarle". Considerado sólo como un  cuerpo de trabajo, sus fotografías de Lara bailando en el pasillo de su apartamento en la calle Dorland, un barbudo hippie en la puerta de una cabaña en Marín, una sensual desnudo en las colinas de Land's End, sugieren la plenitud, la riqueza y la complejidad del hombre al que amó.
En 1974, el M. H. de Young Memorial Museum aparecen las fotografías de Barton en una muestra titulada  "Nueva Fotografía de la Bahía y área de San Francisco". Su audaz y descarado trabajo fue elogiado por The New York Times. Otros críticos lo etiquetaron "escandaloso" y "vulgar".
Además de su fotografía artística, Barton trabajó para la revista The Advocate, el Bay Area Reporter así como en el periódico The Examiner, Newsday y Los Angeles Times. Un libro del trabajo de Barton, "Beautiful Men" (Hombres maravillosos), fue publicado en 1976 y sus fotografías se utilizaron para ilustrar una colección de historias cortas de Malcolm Boyd. Crawford Barton, Days of Hope (Crawford Barton, Días de Esperanza) se publicó de forma póstuma en 1994 por Ediciones Aubrey Walter.
Crawford Barton, Days of Hope ofrece más de 60 fotografías en blanco y negro de Barton, que captura la mirada y el espíritu optimista de los gais del San Francisco de la década de 1970; la libertad y la alegría de la revolución sexual (pre-VIH), los lazos íntimos de las parejas de gais y lesbianas, mientras que Beautiful Men, muestra retratos homoeróticos de los hombres más atractivos de la ciudad.

"He tratado de servir tanto como cronista, como de un mero espectador de la "beautiful people", retroalimentar la imagen de un estilo de vida positivo y simpático con el fin de mostrar placer y orgullo", explicó.
Durante los primeros años de la década de 1980, este periodo había sucumbido. La comunidad gay de San Francisco fue devastada por el inicio de la epidemia del sida. La pareja desde hacía 22 años de Barton, Larry Lara, murió por complicaciones derivadas del sida, poco después el propio Barton también lo hiciera a la edad de 50 años en 1993.